# Chapman stick
Chapman stick je strunsko električno glasbilo, ki ga je izdelal Emmett Chapman v zgodnjih 1970-ih letih. Spada v družino kitar in ima navadno deset ali dvanajst različno uglašenih strun. 